# Mononobe no Okoshi
Mononobe no Okoshi (物部尾輿) est un ministre japonais de la période Kofun et chef du clan Mononobe.
Selon le Nihongi, au cours du règne de l'empereur Ankan, un collier appartenant à Mononobe est volé par la fille de Kikoyu Ihoki (un des collègues muraji de Mononobe). Kikoyu fait amende honorable à l'empereur et Mononobe, craignant d'être impliqué d'une quelconque façon, fait don à la couronne impériale de deux villages sous sa juridiction.
Mononobe et son homologue Ōtomo no Kanamura sont fortement opposés à l'introduction du bouddhisme au Japon et luttent farouchement contre cette religion. Lorsque le roi Seong de Baekje envoie en cadeaux des sutras et des statues bouddhistes à l'empereur Kimmei en 552, l'empereur est confronté à un dilemme politique. Pour éviter soit d'offenser le roi Seong soit de sanctionner officiellement le bouddhisme, il confie ces cadeaux à la garde de Soga no Iname, chef du clan Soga et partisan de la nouvelle religion. Mononobe est un adversaire politique de Soga no Iname et pétitionne avec succès l'empereur pour imposer une décision contre la foi bouddhiste. Il fait alors incendier le temple du clan Soga et détruire et la statuaire bouddhiste.
Mononobe est également responsable de la perte de faveur de son collègue Otomo no Kanamura lorsque tous deux s'opposent relativement à une action militaire contre le royaume coréen de Silla. Alors qu'Otomo adopte une politique agressive à l'égard du royaume voisin, Mononobe est en mesure de persuader l'empereur Kimmei que Baekje, allié du Japon, serait un État tampon efficace et qu'il n'y a pas lieu de poursuivre la guerre avec Silla. En raison de ses arguments, l'empereur déchoit Otomo du pouvoir,.

## Source de la traduction
- (en) Cet article est partiellement ou en totalité issu de l’article de Wikipédia en anglais intitulé « Mononobe no Okoshi » (voir la liste des auteurs).